# Діотас, або далекий погляд вперед
«Діотас, або далекий погляд вперед» (англ. The Diothas; or, A Far Look Ahead) — утопічний роман Джона Макні, опублікований 1883 року під псевдонімом Ісмар Тіусен. Діотас називали «чи не другим за значенням ідеальним суспільством дев'ятнадцятого століття в Америці», після «Погляду назад» Едварда Белламі (1888).

## Сюжет
Роман починається зі сцени, в якій оповідач від першої особи переживає епізод «месмеризму», або гіпнозу, і прокидається в далекому майбутньому; він раптово перейшов з «дев'ятнадцятого в дев'яносто шосте століття». У компанії друга та гіда на ім’я Утіс Естай оповідач починає пізнавати природу цього майбутнього світу. Він знайомиться з величезним містом «Нуйорк», майбутнім розвиненим Нью-Йорком; і він подорожує зі своїм гідом до будинку Утіса в передмісті. Оповідач дізнається від Утіса та інших про структуру та інститути цього майбутнього суспільства.

### Суспільство та технології
Книга зосереджує більшу частину своєї уваги на соціальних і технологічних досягненнях дев'яносто шостого століття; а деякі прогнози та припущення Макні є особливо пророчими. Найчастіше цитується в критиці та коментарях це прогноз Макні про те, що асфальтовані дороги майбутнього матимуть білі лінії, що проходять по їх центру, щоб розділити транспортний потік. Макні також прогнозує прогрес у сфері комунікацій із глобальною телефонною мережею та записує лекції викладачів коледжу, серед інших подій, які відбулися у наступні століття. Деякі очікування Макні характерні більше для початку двадцять першого століття, наприклад, електромобілі та сади на даху громадських та приватних будівель (особливість сучасного руху «зеленої забудови»).
Одного разу в «Діотах» оповідач зустрічає літнього астронома, який розробив «обчислювальну машину», яка може малювати геометричні фігури, а також може почати з геометричної кривої, а потім відобразити формулу, яку вона представляє — завдання, які використовують сучасні комп’ютери та комп’ютерна графіка.
Майбутнє Макні має прогресивні, егалітарні та напівсоціалістичні елементи. Статі мають досить схожі права (хоча лише чоловіки повинні виконувати певну національну службу). Деякі гендерні ролі зберігаються; всі чоловіки проходять певну підготовку в галузі права, а всі жінки — медицини. Більшість вчених — чоловіки, більшість художників — жінки. Тим не менш, винахідниці були в першу чергу відповідальними за розвиток варцео та лізео («далекоглядних» та «живучих») — тобто телебачення та кінофільмів.
Жінки пруть домашню білизну та готують їжу, але спільно. Середній робочий день триває три години; люди присвячують своє багате дозвілля мистецтву та науці та подальшій освіті. Форма капіталізму існує, хоча існують обмеження на спадкове багатство. Працівники підприємств часто також є їх акціонерами.
Макні дійсно уявляє собою значний елемент пуританства в його майбутньому суспільстві, із Забороною алкоголю та законами проти подружньої зради. Консервативні думки автора частково представлені його майбутнім. Він засуджує авторів Віктора Гюго та Чарльза Діккенса як "симпатиків злочинності...". Він навіть включає у своє майбутнє стару римську практику, в якій «батько мав безперечну силу життя і смерті над своїми дітьми».

## Особистісний аспект
У романі є й особисті аспекти: оповідач зустрічає та закохується в молоду жінку на ім’я Рева Діота (вона та її родичі по жіночій лінії мають титул «Діофи»). Спритно, Макні ускладнює рамки його оповіді: оповідач, за його власним уявленням, мандрівник у часі з ХІХ століття, — проте інші герої його знають як друга та родича на ім’я Ісмар Тюсен, у якого розвинулася психічна хвороба, і хто має оману, що він мандрівник у часі з ХІХ століття. (Оповідач прибуває у 96 -му столітті, здатний розмовляти своєю зміненою англійською мовою, де назви Вест-Пойнт перетворилося на «Веспа», Сент-Луїс — на «Салу», а Баффало — на «Фало»). Утіс ставиться до Тюзена швидше як до психіатричного пацієнта; Утіс принижує оману свого друга і пояснює особливості їхнього світу, як своєрідну терапію, призначену для відновлення Тіусена до розуму.
Після того, як Тіузен і Рева Діофа вступають в союз як пара, вони інтерпретують його ситуацію з точки зору перевтілення.
Зрештою, Тіузен повертається до ХІХ століття, після випадкового занурення під Ніагарський водоспад. Там він одружується з Едіт Алстон, жінкою, яку він любить.

## «Діотас» та «Погляд в минуле»
Вже давно визнано, що між «Діотами» Макні та «Поглядом назад» Белламі існує зв'язок. Обидві книги посилають своїх героїв від першої особи в майбутнє через гіпноз; обидва герої свого часу були закохані у жінку на ім’я Едіт; і кожен захоплюється майбутнім нащадком своєї Едіт. Обидва романи передбачають подібні технологічні досягнення. Відомо, що Макні та Белламі листувалися своїми ідеями до публікації книг. У заключній главі «Діотів» Едвард Белламі — це фігура, ідентифікована як «Е—».
Сам Макні вважав, що Белламі ввів згодом у сво книгу занадто багато елементів з «Діотів». Після того, як видання 1888 року «Погляд назад» стало бестселером, Макні та його видавець випустили друге видання своєї книги 1883 року, змінивши її назву «Далекий погляд вперед або, Діотас»; (1890). На жаль, тоді Макні зазнав критики за «плагіат» відомішого твору Белламі. Книга Макні, як правило, плутається серед багатьох продовжень та відповідей на «Погляд в минуле»..
Між вище вказаними двома творами є очевидна й істотна відмінність. Белламі розповів свою історію найближчим часом і запропонував програму реалізації змін, які він передбачав і відстоював. Сюжет Макні встановлений настільки «чиліадами» у майбутньому, що жодна програма для досягнення його утопії не могла здатися здійсненною.

## «Діотас» та «Великий роман»
Зв'язок між «Діотасом» та «Поглядом назад» ускладнюються ще однією попередньою роботою — «Великим романом» (1881). Цей науково-фантастичний роман надрукували анонімно в Новій Зеландії і зустрічається вкрай рідко; тепер вона існує лише в єдиному екземплярі в бібліотеці Веллінгтона. Проте, незважаючи на невідомість «Великого роману», Макні, можливо, знав про нього; він робить свого героя в «Діотасі» вихідцем з «Маорії», Нової Зеландії свого майбутнього. Усі ці три мають спільні риси, розповідь про майбутнє.

## Автор
Джон Макні (1836–1909) народився в Шотландії, отримав освіту в Університеті Глазго; отримав почесну ступінь магістра в Єльському університеті в 1874 році. Два десятиліття він був професором Університету Північної Дакоти; він був прийнятий на посаду професора англійської, французької та німецької мов у 1886 році, а завершив кар'єру професора французької та іспанської мов та літератури протягом 1906 року. Його ім'ям назвали Залу Університету Північної Дакоти. Макні опублікував «Трактат про теорію та розв’язання алгебраїчних рівнянь» у 1876 році та «Елементи геометрії, звичайні та тверді» у 1895 році.